# Vicente Leñero
Vicente Leñero, né le 9 juin 1933 à Guadalajara et mort le 3 décembre 2014 à Mexico, est un écrivain mexicain, un réalisateur et scénariste pour le cinéma et la télévision.

## Filmographie

### Comme réalisateur
- 1965 : Una mujer (série TV)

### Comme scénariste
- 1962 : Las momias de Guanajuato (TV)
- 1964 : Desencuentro (TV)
- 1965 : Una mujer (TV)
- 1968 : Leyendas de México (TV)
- 1973 : El monasterio de los buitres de Francisco del Villar
- 1974 : El manantial del milagro (TV)
- 1975 : El llanto de la tortuga de Francisco del Villar
- 1976 : Los albañiles de Jorge Fons
- 1979 : Cuando tejen las arañas de Roberto Gavaldón
- 1979 : Cadena perpetua d'Arturo Ripstein
- 1980 : Misterio de Marcela Fernández Violante
- 1980 : Las grandes aguas de Servando González
- 1987 : Mariana, Mariana d'Alberto Isaac
- 1988 : Tony Tijuana (TV)
- 1988 : La trampa (TV)
- 1991 : Pelearon diez rounds de José Luis García Agraz
- 1993 : Miroslava  d'Alejandro Pelayo
- 1994 : Amor que mata de Valentín Trujillo
- 1995 : El callejón de los milagros de Jorge Fons
- 1996 : La mudanza de Sergio Jiménez (es) (TV)
- 1999 : La ley de Herodes de Luis Estrada
- 2002 : La habitación azul de Walter Doehner
- 2002 : Le Crime du père Amaro (El crimen del padre Amaro) de Carlos Carrera
- 2003 : La mudanza de Lourdes Elizarrarás et Gabriel Retes
- 2006 : Sexo, amor y otras perversiones (omnibus
- 2006 : Fuera del cielo de Javier 'Fox' Patrón
- 2006 : Mujer alabastrina de Rafael Gutiérrez et Elisa Salinas
- 2008 : Espacio interior de Carlos Parlange Tessmann
- 2009 : México '68 d'Alfonso Cuarón

## Récompenses
- 1982 : Mention Spéciale du Mystfest pour Misterio
- 1988 : Ariel d'Argent du Meilleur Scénario pour Mariana, Mariana partagé avec José Estrada
- 1995 : Meilleur Scénario au Festival du film de La Havane pour El callejón de los milagros
- 1995 : Ariel d'Argent du Meilleur Scénario pour El callejón de los milagros
- 2000 : Ariel d'Argent du Meilleur Scénario Original pour La ley de Herodes partagé avec Luis Estrada, Jaime Sampietro et Fernando León de Aranoa
- 2002 : Meilleur Scénario au Festival du film de La Havane pour El crimen del padre Amaro
- 2003 : Ariel d'Argent de la Meilleure Adaptation  pour El crimen del padre Amaro
- 2007 : médaille Salvador-Toscano